# ریوان امین
ریوان امین (انگلیسی: Rewan Amin؛ زادهٔ ۸ ژانویهٔ ۱۹۹۶) بازیکن فوتبال اهل عراق-هلند است.
از باشگاه‌هایی که در آن بازی کرده‌است می‌توان به باشگاه فوتبال دالکورد اشاره کرد.
وی همچنین در تیم‌های ملی فوتبال زیر ۱۷ سال هلند و عراق بازی کرده‌است.